# Гуміфікація
Гуміфіка́ція (рос. гумификация, англ. humification, нім. Humifizierung f, Humifikation f) — процес мікробіологічного перетворення тканин вищих рослин в гумусові речовини (див. гумус).
Гуміфікація відбувається в ґрунті у вологому середовищі і при утрудненому доступі кисню.
Сприятливі чинники: лужне середовище, наявність азотних сполук та оптимальна для життєдіяльності мікроорганізмів т-ра; несприятливі — кисле анаеробне середовище з антибіотиками.